# Lối sống ít vận động

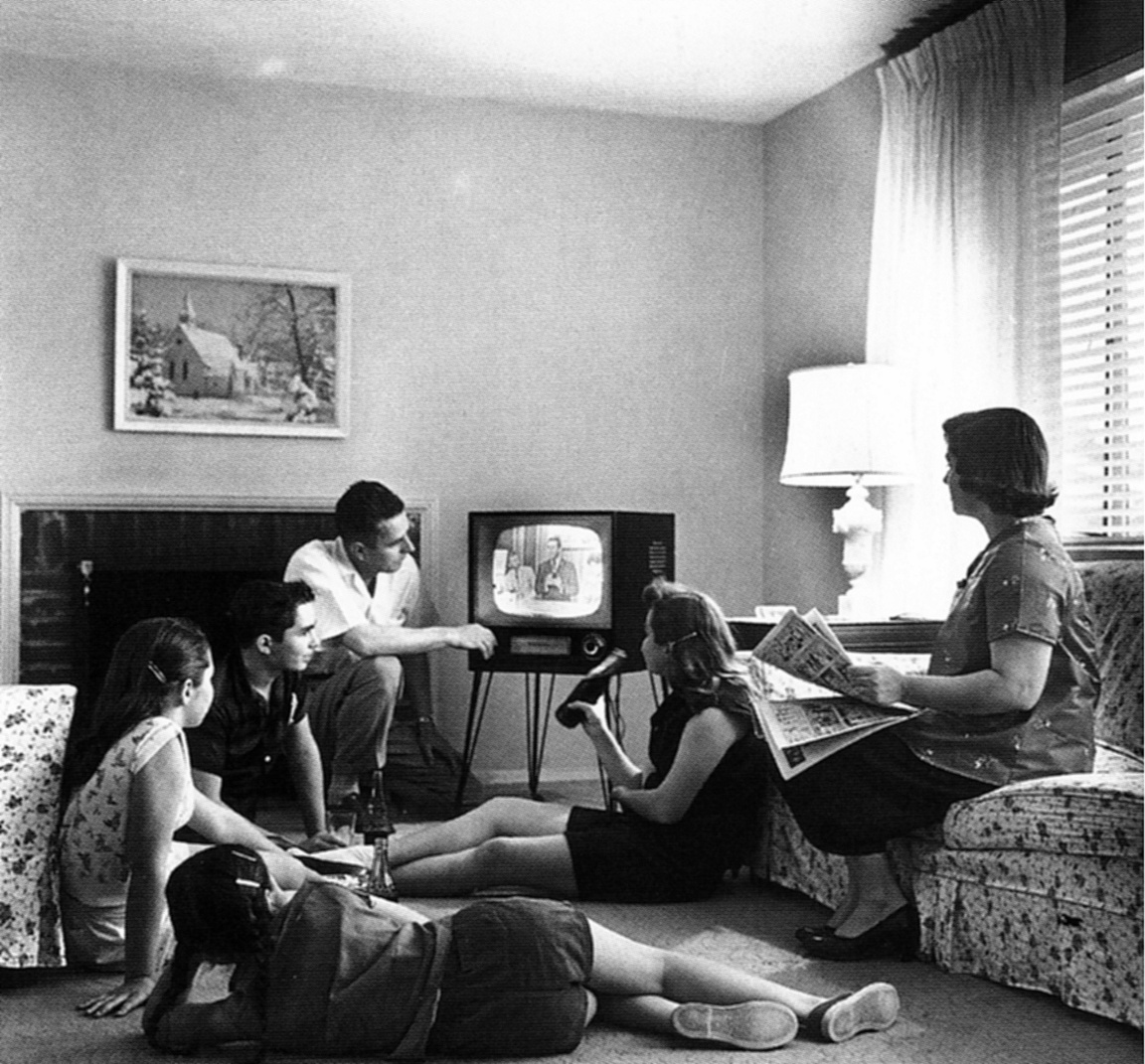
Tăng hành vi ít vận động như xem truyền hình là đặc điểm của lối sống ít vận động

Một lối sống ít vận động là lối sống ít hoặc gần như không có hoạt động về thể chất. Một người theo lối sống này thường ngồi hoặc nằm xuống trong khi tham gia vào một hoạt động như đọc sách, giao lưu, xem truyền hình, chơi trò chơi video, sử dụng thiết bị di động hay máy vi tính cho phần lớn thời gian trong ngày. Lối sống ít vận động làm suy giảm sức khỏe và góp phần vào nguyên nhân gây tử vong có thể phòng ngừa được. Thời gian trước màn hình là một thuật ngữ hiện đại chỉ lượng thời gian mà một người dành để xem trên màn hình như tivi, màn hình máy tính hoặc thiết bị di động. Thời gian sử dụng màn hình quá mức gây ảnh hưởng tiêu cực đến sức khỏe.

## Ảnh hưởng sức khỏe

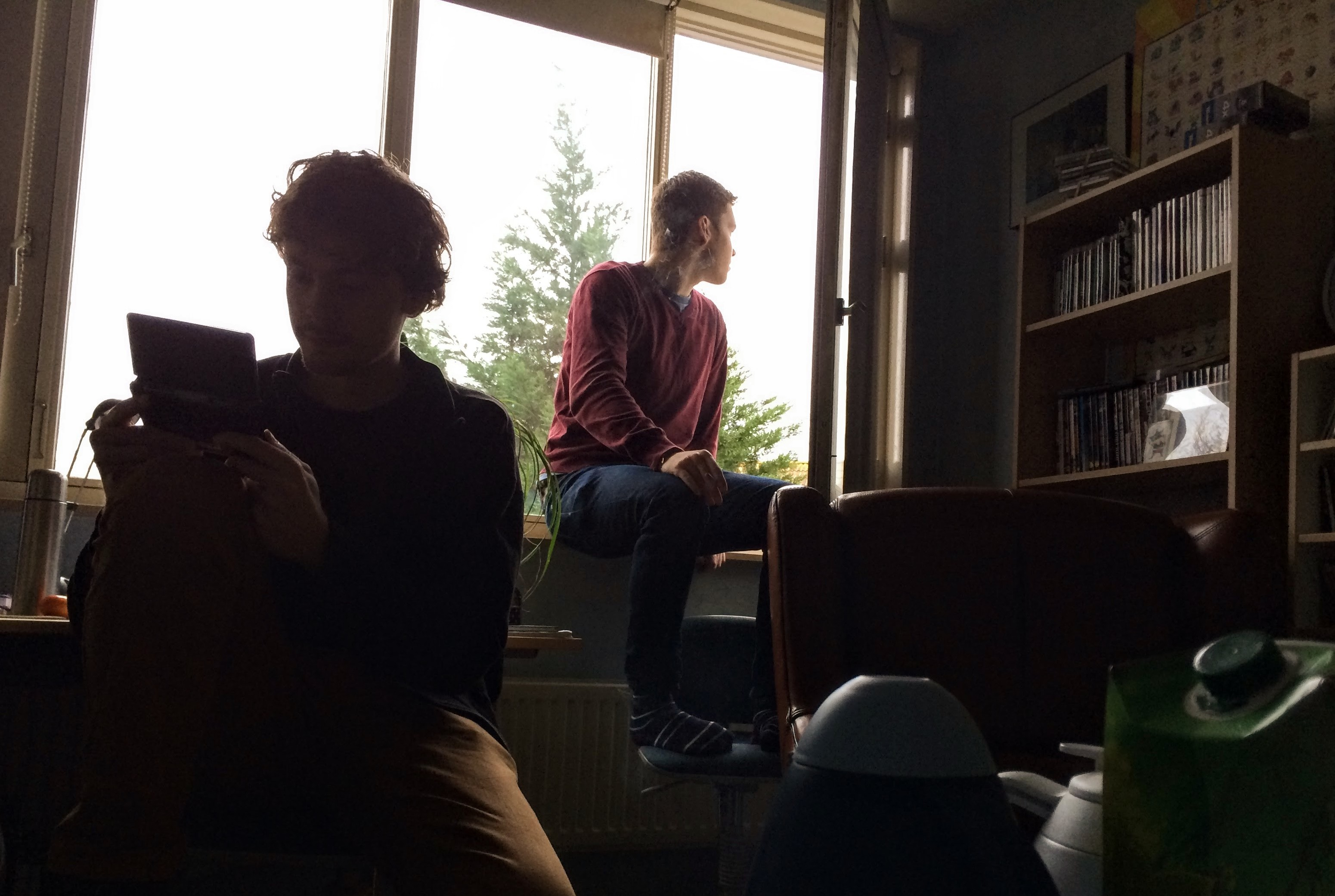
Hai người bạn đang ngồi thư giãn

Thiếu hoạt động thể chất là một trong những nguyên nhân hàng đầu gây tử vong trên toàn thế giới có thể phòng ngừa. Ngồi yên có thể gây tử vong sớm. Nguy cơ cao hơn với những người ngồi yên nhiều hơn 5 giờ mỗi ngày. Nó được chứng minh là một yếu tố nguy cơ, độc lập với việc tập luyện tích cực và BMI. Ngồi yên càng nhiều thì nguy cơ mắc các bệnh mãn tính càng cao. Những người ngồi yên nhiều hơn 4 giờ mỗi ngày có nguy cơ cao hơn 40% so với những người ngồi dưới 4 giờ mỗi ngày. Tuy nhiên, đối với những người tập thể dục ít nhất 4 giờ mỗi tuần vẫn có sức khỏe như những người ngồi dưới 4 giờ mỗi ngày. Một nghiên cứu cho thấy việc ngừng ngồi bằng cách đi bộ nhẹ nhàng trong 20 phút mỗi giờ có thể làm giảm đáng kể huyết áp tâm thu và tâm trương ở những người tham gia khỏe mạnh, hoặc đi bộ nhẹ nhàng trong 3 phút sau mỗi 30 phút.
Một lối sống ít vận động và thiếu hoạt động thể chất có thể góp phần hoặc là yếu tố nguy cơ của:
- Lo âu[9][10]
- Bệnh tim mạch[11]
- Đau nửa đầu
- Ung thư vú
- Ung thư đại trực tràng[10]
- Hội chứng thị giác máy tính (đối với máy tính và máy tính bảng)
- Trầm cảm[10][12]
- Tiểu đường[10]
- Gout
- Huyết áp cao[10][13]
- Rối loạn lipid[10]
- Các vấn đề về da như rụng tóc[cần dẫn nguồn]
- Tử vong ở người lớn[14][15]
- Béo phì[16][17]
- Loãng xương[10][18][19]
- Vẹo cột sống[10][18][19]
- Thoát vị đĩa đệm (đau lưng dưới)[20]

## Lịch sử
Thuật ngữ couch potato (tạm dịch: củ khoai tây trên ghế sofa) được một người bạn của họa sĩ truyện tranh underground Robert Armstrong đặt ra vào thập niên 1970; Armstrong phát họa thành một nhóm những củ khoai tây trên ghế sofa trong một bộ truyện tranh gồm những nhân vật ít vận động, cùng với Jack Mingo và Allan Dodge đã tạo ra một tổ chức trào phúng với ngụ ý xem việc coi truyền hình như là một dạng của ngồi thiền. Với hai cuốn sách và sự quảng cáo không ngừng trong suốt những năm 1980, Couch Potatoes đã xuất hiện trên hàng trăm tờ báo, tạp chí và truyền hình, truyền bá thông điệp "turn on, tune in, veg out" (tạm dịch: bật lên, chỉnh kênh, thư giãn), thu hút 7.000 thành viên, và phổ biến thuật ngữ này.
Trước khi thuật ngữ này xuất hiện thì lối sống ít vận động ám chỉ việc ngồi hoặc không hoạt động trong gần như cả ngày với ít hoặc không có tập thể dục.
Thiếu tập thể dục là nguyên nhân làm teo cơ bắp, tức cơ bắp bị co lại và yếu đi, do đó làm tăng tính nhạy cảm với chấn thương thể chất. Mặt khác, thể dục thể chất có mối tương quan với chức năng hệ miễn dịch; giảm thể dục thể chất thường đi kèm với sự suy yếu của hệ thống miễn dịch. Một nghiên cứu khoa học đăng trên tạp chí Nature Reviews Cardiology cho thấy bệnh tật và chấn thương có mối liên kết với thời gian nghỉ dưỡng kéo dài, sự thiếu vận động này liên quan đến các phản ứng trao đổi chất duy trì sự sống và đáp ứng lại stress như viêm giúp hồi phục bệnh tật và chấn thương nhưng do con người không có khả năng thích nghi được nên dẫn đến các bệnh mạn tính.
Mặc dù có nhiều lợi ích sức khỏe được biết đến của hoạt động thể chất, nhiều người lớn và nhiều trẻ em vẫn sống một lối sống tương đối ít vận động và không hoạt động, vì vậy không đủ để đạt được những lợi ích sức khỏe này.
Trong cuộc khảo sát National Health Interview Survey (NHIS) của Hoa Kỳ năm 2008, cho kết quả 36% người lớn được xem là không vận động. 59% người lớn được trả lời không bao giờ tham gia các hoạt động thể chất lành mạnh - kéo dài hơn 10 phút mỗi tuần.